# Protracheoniscus tzvetkovi
Protracheoniscus tzvetkovi är en kräftdjursart som beskrevs av Borutzkii 1975. Protracheoniscus tzvetkovi ingår i släktet Protracheoniscus och familjen Trachelipodidae. Inga underarter finns listade i Catalogue of Life.